# Palazzo in Largo Donnaregina Nr. 4

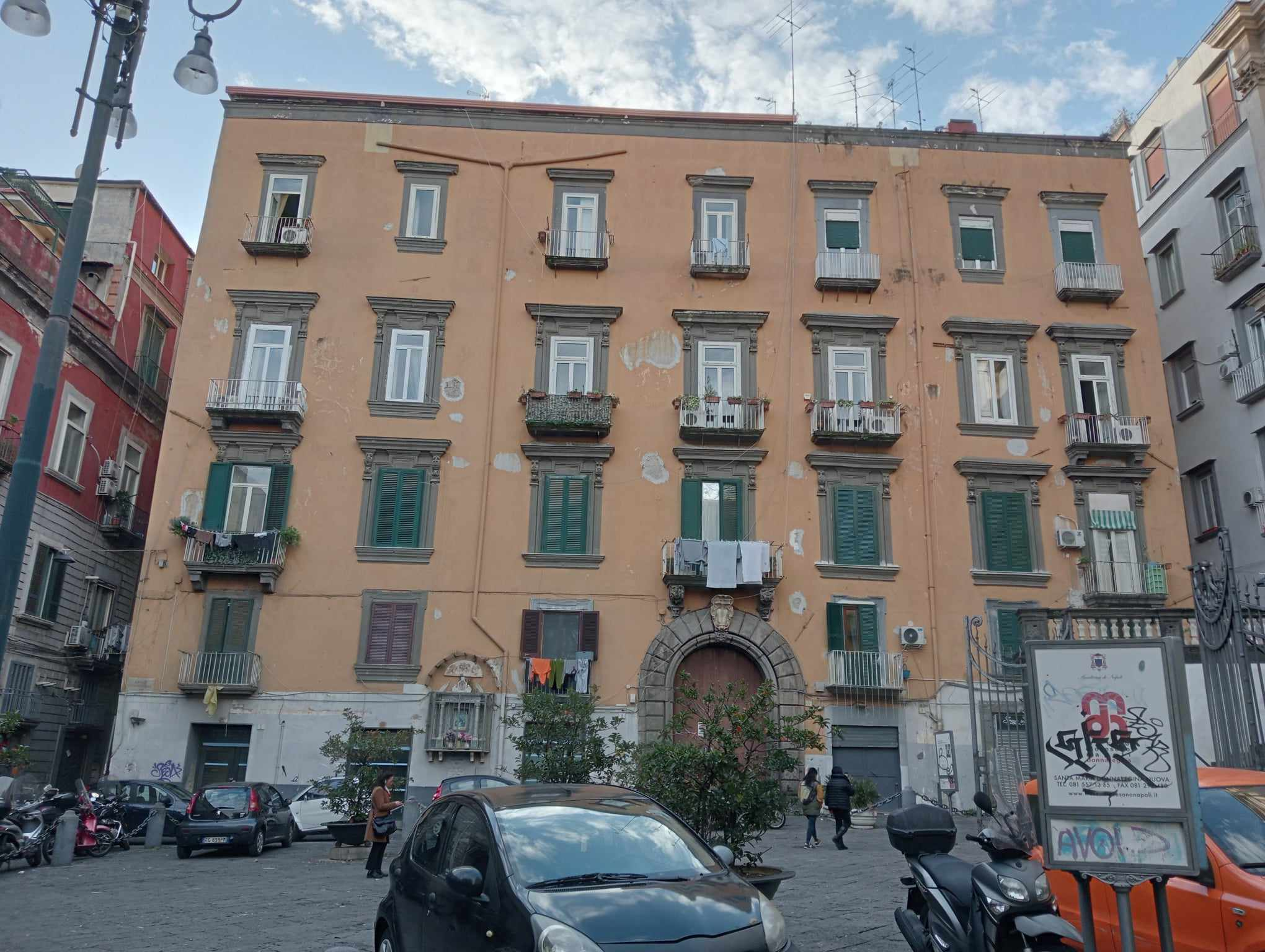
Palazzo in Largo Donnaregina Nr. 4 in Neapel

Der Palazzo in Largo Donnaregina Nr. 4 ist ein Palast aus dem 17. Jahrhundert im Viertel San Lorenzo in Neapel in der italienischen Region Kampanien. Er liegt in der Nähe des Erzbischöflichen Palastes.

## Geschichte und Beschreibung
Der Palast hat sicher ältere Wurzeln, aber seine Hauptfassade zeigt ein Aussehen, das Mitte des 17. Jahrhunderts geschaffen wurde, als die Straße, an der er liegt, gebaut wurde. Der Palast hat fünf Stockwerke (Erdgeschoss, Zwischengeschoss und drei Obergeschosse) und in der Mitte der Hauptfassade ein auffälliges Barockportal, umrandet von Bossenwerk aus Piperno, an dessen höchstem Punkt sich ein Wappen aus Marmor befindet. Ebenfalls aus dem 17. Jahrhundert stammen die beiden Konsolen, die den Mittelbalkon im ersten Obergeschoss tragen, sowie die Fensterrahmen im selben Geschoss und im dritten Obergeschoss.
An der Rückseite des Innenhofes liegt in Achse mit dem Eingang eine offene Treppe mit einem Korbbogen pro Stockwerk vor den drei kleinen Gewölben auf dem Treppenabsatz. Im bereits erwähnten Innenhof kann man auch einen Marmorbrunnen bewundern.
Die Rückfront des Gebäudes wurde in den Jahren nach der Vereinigung Italiens erneuert, als ein Teil des Gebäudes im Zuge der Verbreiterung der heutigen Via Duomo abgetrennt wurde.
Heute ist der Palast ein privates Wohnhaus in mittlerem Erhaltungszustand.